# NGC 709
NGC 709 é uma galáxia lenticular (S0) localizada na direcção da constelação de Andromeda. Possui uma declinação de +36° 13' 23" e uma ascensão recta de 1 horas, 52 minutos e 50,6 segundos.